# Marcel Slawick
Marcel Slawick ou Slawik, né le 22 février 1892 à Paris où il est mort le 26 avril 1952, est un arbitre français de football.

## Carrière
Il officie dans des compétitions majeures : 
- Coupe de France de football 1920-1921 (finale)
- JO 1924 (3 matchs dont la finale)
- Coupe de France de football 1924-1925 (finale)
- JO 1928 (1 match)